# Pierre Chevalier (évêque)
Pour les articles homonymes, voir Pierre Chevalier et Chevalier.
Pierre Chevalier (né vers 1520, mort à Senlis le 30 octobre 1583) est un ecclésiastique qui fut évêque de Senlis de 1561 à  1583.

## Biographie
Pierre Chevalier est le fils de Pierre seigneur des Prunes en Brie, maître des comptes et gardien du trésor royal. Sa mère Marie Guillart est la sœur de l'évêque Louis Guillart et de ce fait, il est le cousin germain de l'évêque de Chartres Charles Guillart. En 1561 son oncle maternel résigne son siège épiscopal en sa faveur. Il lui succède le 19 septembre 1561 et en prend possession en 1563. L'année suivante il assiste au Concile de Reims. Il doit lutter contre les calvinistes qui veulent s'implanter dans son diocèse mais il est surtout resté célèbre par les bienfaits qu'il prodiguait aux pauvres de son diocèse. À sa mort à l'âge de 63 ans, il leur lègue par testament la moitié  de ses avoirs en monnaies. Il est inhumé dans le chœur de la cathédrale en bas du sanctuaire devant la chaire épiscopale.